# لیکا، کرواسی
لیکا، کرواسی (به لاتین: Lika) یک منطقهٔ مسکونی در کرواسی است.

## خصوصیات
لیکا ۵٬۰۰۰ کیلومترمربع مساحت و ۵۰٬۰۰۰ نفر جمعیت دارد.